# 上新城 (川崎市)
上新城（かみしんじょう）は、神奈川県川崎市中原区の地名。現行行政町名は上新城1丁目及び上新城2丁目で、1丁目・2丁目いずれも住居表示実施済み区域。

## 地理
川崎市中原区最西端の一角で、JR南武線武蔵新城駅の北側に広がる住宅街である。北部が1丁目、駅を含んだ南部が2丁目となる。北は上小田中1丁目、東は上小田中1丁目・3丁目、南はJR南武線の線路を挟んで新城1丁目・3丁目・5丁目および新城（大字）、西は高津区末長・新作5丁目と接する。
駅北口から北方向には新城北口はってん会商店街が、南武線と並走する南武沿線道路沿いおよび駅北口から東方向には、新城北口一番街商店街が延びている。

## 歴史

### 沿革
- 1979年（昭和54年）11月5日 - 住居表示の実施により、川崎市新城・上小田中の一部から上新城一丁目、上新城二丁目が成立[6][5]。

### 治安・風紀の維持
- 2022年（令和4年）11月1日 - 神奈川県は上新城2丁目を県暴力団排除条例に基づき暴力団排除特別強化地域に指定[7]。

## 世帯数と人口
2025年（令和7年）6月30日現在（川崎市発表）の世帯数と人口は以下の通りである。
| 丁目        | 世帯数    | 人口    |
| ----------- | --------- | ------- |
| 上新城1丁目 | 925世帯   | 1,642人 |
| 上新城2丁目 | 1,066世帯 | 1,496人 |
| 計          | 1,991世帯 | 3,138人 |

### 人口の変遷
国勢調査による人口の推移。
| 年                 | 人口  |
| ------------------ | ----- |
| 1995年（平成7年）  | 2,558 |
| 2000年（平成12年） | 2,836 |
| 2005年（平成17年） | 2,757 |
| 2010年（平成22年） | 2,775 |
| 2015年（平成27年） | 2,943 |
| 2020年（令和2年）  | 2,833 |

### 世帯数の変遷
国勢調査による世帯数の推移。
| 年                 | 世帯数 |
| ------------------ | ------ |
| 1995年（平成7年）  | 1,446  |
| 2000年（平成12年） | 1,571  |
| 2005年（平成17年） | 1,624  |
| 2010年（平成22年） | 1,714  |
| 2015年（平成27年） | 1,816  |
| 2020年（令和2年）  | 1,779  |

## 学区
市立小・中学校に通う場合、学区は以下の通りとなる（2022年3月時点）。
| 丁目        | 番地 | 小学校             | 中学校               |
| ----------- | ---- | ------------------ | -------------------- |
| 上新城1丁目 | 全域 | 川崎市立新城小学校 | 川崎市立西中原中学校 |
| 上新城2丁目 | 全域 | 川崎市立新城小学校 | 川崎市立西中原中学校 |

## 事業所
2021年（令和3年）現在の経済センサス調査による事業所数と従業員数は以下の通りである。
| 丁目        | 事業所数  | 従業員数 |
| ----------- | --------- | -------- |
| 上新城1丁目 | 41事業所  | 191人    |
| 上新城2丁目 | 170事業所 | 1,307人  |
| 計          | 211事業所 | 1,498人  |

### 事業者数の変遷
経済センサスによる事業所数の推移。
| 年                 | 事業者数 |
| ------------------ | -------- |
| 2016年（平成28年） | 192      |
| 2021年（令和3年）  | 211      |

### 従業員数の変遷
経済センサスによる従業員数の推移。
| 年                 | 従業員数 |
| ------------------ | -------- |
| 2016年（平成28年） | 1,507    |
| 2021年（令和3年）  | 1,498    |

## 交通

### 鉄道
- 東日本旅客鉄道
  -  南武線
    - 武蔵新城駅

### 道路
JR南武線に沿って南武沿線道路が通過している。西は溝口方面、東は小杉・川崎駅方面へ延びている。

### 路線バス
武蔵新城駅北口に「新城駅前」（市営）、「新城駅」（東急）停留所が設置されており、川崎市交通局および東急バスのバス路線が乗り入れる。

## 施設・寺社
- 三菱UFJ銀行武蔵新城駅前支店（上新城二丁目）
- 西友武蔵新城店（上新城二丁目）
- ツルハドラッグ新城駅前店（上新城二丁目）
- ドラッグセイムス中原上新城店（上新城一丁目）
- 川崎上新城郵便局（上新城一丁目）
- 安養寺（上新城一丁目）

## その他

### 日本郵便
- 郵便番号 : 211-0045[3]（集配局 : 中原郵便局[18]）

### 警察
町内の警察の管轄区域は以下の通りである。
| 丁目        | 番・番地等 | 警察署     | 交番・駐在所     |
| ----------- | ---------- | ---------- | ---------------- |
| 上新城1丁目 | 全域       | 中原警察署 | 武蔵新城駅前交番 |
| 上新城2丁目 | 全域       | 中原警察署 | 武蔵新城駅前交番 |